# Аврово
Аврово — посёлок в Сясьстройском городском поселении Волховского района Ленинградской области.

## Название
Посёлок назван в честь участника Гражданской войны Д. Н. Аврова.

## История
По данным 1966 года посёлок в составе Волховского района не значился.
По данным 1973 года посёлок назывался Аврора и входил в состав Пульницкого сельсовета Волховского района.
По данным 1990 года посёлок назывался Аврово и также входил в состав Пульницкого сельсовета.
В 1997 году в посёлке Аврово Пульницкой волости проживали 438 человек, в 2002 году — 397 человек (русские — 98 %).
В 2007 году в посёлке Аврово Сясьстройского ГП — 430.

## География
Посёлок находится в северной части района на автодороге 41К-056 (Сясьстрой — Колчаново — Усадище), к югу от города Сясьстрой.
Расстояние до административного центра поселения — 8 км.
Посёлок расположен на правом берегу реки Сясь.

## Демография
| 1997 | 2002 | 2007 | 2010 | 2017 |
| ---- | ---- | ---- | ---- | ---- |
| 438  | ↘397 | ↗430 | ↘332 | ↘311 |

### Национальный состав
Согласно данным Всероссийской переписи населения 2021 года в посёлке проживали 239 человек, из них:
 русские — 228, украинцы — 9, узбеки — 1, цыгане — 1 человек.

## Улицы
Лесная, Набережная, Центральная.